# ژی‌ای‌ئی
ژی‌ای‌ئی (انگلیسی: Japan Aviation Electronics) شرکت الکترونیک ژاپنی است، که در سال ۱۹۵۳ تأسیس شد.